# Waltraut Kruse
Maria Christina Waltraut Susanne Kruse, nascida Ebbertz ; Walheim, Aachen, 12 de março de 1925) é uma psicoterapeuta alemã.